# グラモダヤ民族芸術センター
グラモダヤ民族芸術センター（グラモダヤみんぞくげいじゅつセンター、Gramodaya Folk Art Center）はスリランカの首都スリ・ジャヤワルダナプラ・コッテにある芸術センター。
1988年に当時の大統領だったラナシンハ・プレマダーサが、伝統芸術の保護を目的に建てられた施設。中では、レース編み、宝石加工などの11のスリランカの伝統芸能が若者に教えられている。作品は政府により買い上げられているほか、即売所もある。